# Sijekovac
Sijekovac är en ort i Bosnien och Hercegovina.   Den ligger i entiteten Republika Srpska, i den norra delen av landet, 140 km norr om huvudstaden Sarajevo. Sijekovac ligger 86 meter över havet och antalet invånare är 1 551.
Terrängen runt Sijekovac är huvudsakligen platt, men norrut är den kuperad. Närmaste större samhälle är Bosanski Brod, 2,4 km norr om Sijekovac. 
Omgivningarna runt Sijekovac är en mosaik av jordbruksmark och naturlig växtlighet. Runt Sijekovac är det ganska tätbefolkat, med 67 invånare per kvadratkilometer.